# マムクート
- ファイアーエムブレムの登場人物 (アカネイア大陸) > マムクート
- ファイアーエムブレム 封印の剣の登場人物 > マムクート
- ファイアーエムブレム 烈火の剣の登場人物 > マムクート
- ファイアーエムブレム 聖魔の光石 > マムクート
- ファイアーエムブレム 覚醒 > マムクート

マムクート (Mamkute) は、任天堂発売（開発・インテリジェントシステムズ）のコンピュータゲーム『ファイアーエムブレム』に登場する架空の種族（竜人）である。

## 概説
シリーズ作品中、アカネイア大陸を舞台とする3作品（『暗黒竜と光の剣』・『紋章の謎』・『アカネイア戦記編』）およびそのリメイク作品、エレブ大陸を舞台とする2作品（『封印の剣』・『烈火の剣』）、マギ・ヴァル大陸を舞台とする『聖魔の光石』、英雄王の末裔たちの物語を描いた『ファイアーエムブレム 覚醒』に登場する。
各大陸のマムクートに共通しているのは、普段は人間とほとんど変わらない外見を有しており、本来の力を封じ込めた「竜石」を使用することによりドラゴンの姿へ変化すること（厳密には本来の姿を現す）と、数百年以上の極めて長い寿命を持つことの2点である。
アカネイア大陸では、大昔から人間にも劣らない高度な文明を築いていたが、子供が生まれなくなり、理性を失って暴れだす者が続出するなど突然滅びの日がやってきた。長老達は、種の終わりがやってきたと気付き、滅びを逃れる手段として石に竜の力を封じ込め人間になることを選んだ。長老の意見に従った者もいたが、竜としてのプライドが捨てられない者は理性を失って獣と化した。
エレブ大陸を舞台とする2作品（『封印の剣』・『烈火の剣』）では、人竜戦役時の竜の膨大な魔力と神将器に込められた魔力の大激突によって世界の秩序が変化し、エレブ大陸にいる限り本来の姿を保てなくなった（竜石に力を封じ込めないといけなくなった）。これを『終末の冬』と呼ぶ。こちらは竜石に力を封じ込めないままでも理性は奪われないが、生存そのものが不可能になってしまっている。
キャストは『箱田』が箱田真紀作の漫画を原作とするドラマCD『GファンタジーコミックCDコレクション ファイアーエムブレム 暗黒竜と光の剣』・『覚醒』が『ファイアーエムブレム 覚醒』・『#FE』が『幻影異聞録♯FE』・『ヒーローズ』が『ファイアーエムブレム ヒーローズ』・『無双』が『ファイアーエムブレム無双』・『エンゲージ』が『ファイアーエムブレム エンゲージ』の出演声優を表す。

## アカネイア大陸のマムクート
アカネイア大陸におけるマムクートは神竜族（ナーガ）・火竜族（サラマンダー）・魔竜族（バジリスク）が3大種族であり、その他に暗黒竜・メディウスが属する地竜族と長い年月の間に理性を失った飛竜族・氷竜族が存在する。
人間を救った神竜王ナーガは、「守護神ナーガ」としてラーマン神殿に祀られ、人々に崇められていた。ガトーは、ナーガ亡き後も、その遺志を受け継いで人間ために働いていたが、人間は次第に増長し、平穏に暮らすマムクート達に危害を加えるようになった。これに怒った地竜王メディウスは、人間に深い恨みを抱くマムクートを集めてドルーア帝国を建国し、アカネイア聖王国に攻め入った。
なお、チェイニーの話によれば、「マムクート」という呼称は、人間が竜族迫害の際に呼び始めた蔑称である。そのため、マムクートが自らの種族を言う際は「竜族」を使っている。
FC版『暗黒竜と光の剣』では若干設定が異なり、氷竜族は未登場で、飛竜はマムクート扱いされておらず、メディウスはどこからか来たよそ者、ナーガ・サラマンダー・バジリスクは種族名であると同時に部族の守護神の名前であったほか、本人たちもマムクートという呼称を普通に使用していた。

### 神竜族
アカネイアに棲息するマムクートの王族。背中に翼を持つ竜へと変身する。総合力では竜族最強で、ほかの竜族に対して圧倒的な威力を誇る｢霧のブレス｣を操る。暴走した地竜族との戦争（大陸で使われるアカネイア暦の紀元前740年から500年の間とされる）で勝利するも、マムクートとなって弱体化したことが災いし、王族直系はナーガ末娘のチキを除いて壊滅（初代の設定ではメディウスの力を前に壊滅させられたとされる）、王族以外の生き残りも無理な戦闘を続けて竜石を消耗し切ったため、竜の姿に戻る力を失ってしまい、その後はほぼ全てが人間として生き続けることになる。
ナーガ (Naga)
声 - 大原桃子（覚醒）、佐藤聡美（ヒーローズ）
神竜族の族長（ただしこの名前は神竜族全般の意味でも使用されることがある）で、竜族の王。チキの親。
理性を失った地竜族が人間を襲い始めたとき、一族を率いてこれを駆逐するも、多くの同胞を失い、自身も5000年の寿命を終えて老衰死してしまう。人間たちには、ナーガも竜族だったという事実は知られていない。「太古の時代、人間に魔物（野生化した地竜族）が襲いかかったとき、光輝く剣（神剣ファルシオン）と五つの宝玉が埋め込まれた盾（封印の盾）を与えて人間を救った守護神」として神話にその名が残っている。
神剣ファルシオンはナーガが晩年に地竜族復活の保険として、自らの牙を切り出して作った武器である。
この名前は後のFE作品にも起用されている。詳細は以下の通り。
- 『聖戦の系譜』 - ダーナの砦、十二人の神々の降臨の聖典のエピソード時に「ナーガ神」という名称が登場する。かつてロプトウスの力に対抗するためユグドラル大陸に降り立った12人の竜族のリーダー的な存在で、聖者ヘイムに血の誓約を交わして光魔法「聖書ナーガ」を授けた。ヘイムの直系子孫のみが扱えるとされており、やがて直系子孫であるユリアが手に取ることとなる。
- 『蒼炎の軌跡』・『暁の女神』 - キャラクターの「クルトナーガ」の名前で登場。なお、この名前にあるクルトの方も『聖戦の系譜』にて、光魔法「ナーガ」を継承している同名キャラクターが存在している。
- 『覚醒』 - 神竜ナーガが伝承として語られ、終盤にそのナーガ本人が登場する。容姿は若い女性。封剣ファルシオンの封印を解いて神剣としての本来の機能を復活させたり、多人数をワープさせるなど、神と呼ばれるに相応しい超人的な力を発揮する。しかし当人に言わせると、自身は神などではなく、ナーガという名前も人間がそう呼んでいるだけにすぎないという。ファルシオンを自身の牙と呼ぶなど、『暗黒竜』『紋章』との繋がりを強く示唆する要素があるが、同作に登場するチキとの繋がりは一切語られていない。また、人物としてのナーガとは別に竜特効のついた魔道書「聖書ナーガ」が存在する。
- 『Echoes』 - 直接は登場しないが、神竜の一人であるミラがナーガについて触れている。舞台であるバレンシア大陸のファルシオンはアカネイアのものと同様ナーガの牙から作られたもので、やがて訪れる竜の狂気への対抗策としてミラの兄ドーマに与えていた。
- 『ヒーローズ』 - 天の神階英雄として『覚醒』の若い女性の姿で登場するが、大原が声優業を引退したため佐藤が声を担当。青属性竜、飛行タイプ。自身が専用武器に竜特効を持つだけでなく専用スキル「神竜王の牙」で周囲の味方にも竜特効を付与し、専用武器効果で竜特効を持つ味方の数に応じて自身も強化されるという性能になっている。人物としてのナーガとは別に「聖戦」のディアドラおよびユリアが「聖書ナーガ」を所持している。

ガトー (Gatoh)
声 - 岡和男（箱田）、清川元夢（ヒーローズ） 、佐久間元輝（ヒーローズ・若年期）
クラスは司祭（賢者）。『暗黒竜』、『紋章の謎』に登場。『暗黒竜』『新・暗黒竜』では、第25章（最終章）・ドルーア城内でユニットとして参戦するが、『紋章の謎』ではマルスに魔法の力で冒頭に話しかけてくるのみであり、参戦はしない。
非常に謎の多い人物であるが、その正体はチキやチェイニーと同じく神竜族である。竜石を捨て竜の力と引き換えに常人を超えた大きな魔力を得ており、都市国家カダインを興し学院も設立した。暗黒戦争時はマケドニアに滞在。父王オズモンドを謀殺してマケドニアの新国王となったミシェイルと面識があり、その内面を見抜いている。さらには、ミロアとガーネフの師匠でもあり、元弟子ガーネフの内面も見抜いていたが、そのことがガーネフが邪悪に堕ちるきっかけともなってしまった。
マルスにガーネフの暗黒魔法・マフーを封じる方法を教え、スターライトエクスプロージョンを授ける。さらに、マルスの姉・エリスを魔力で守護しガーネフによる呪殺を防いでいた。マルス軍をガーネフのいる古代都市テーベに転移移動魔法で運んだのもガトーである。英雄戦争時はカダインの最高司祭・ウェンデルに命じ星のオーブのカケラを探させる一方、氷竜神殿においてマルスに光のオーブを授ける。その後、全軍をアリティア王国へ転移させた。
ナーガの意志を継ぎ、終始人間を見守り助けを与えるが、人間の愚かさや汚さを嫌悪もしているため、俗世に顔を出すことは稀で人間に見切りをつける面もあったが、近年になってマルスの人間性を見ているうちに彼らには心を開いている。
チェイニー (Chainy/Xane)
声 - 渡辺明乃（ヒーローズ）
クラスはコマンド。『暗黒竜』、『紋章の謎』に登場。
ドルーア帝国軍に捕らわれた不思議な能力を持つナーガ一族末裔。竜石を捨てたため竜にはなれないが、他人に変身する特殊能力を持っている。
暗黒戦争時は自分やガトーが竜族だという事実をマルスには明かさず、彼らとの出会いも偶然を装っていた。第2部ではガトーの命で、氷竜神殿への道案内としてマルス達の元に姿を現す。
ナーガの言いつけは守っているものの、竜族を蔑む人間を好きにはなれず、メディウスの行いにも一定の理解を示している。ひねくれた性格もあって、人間と竜族のどちらが生き残ろうと関係ないと冷ややかに見ている。アリティア軍に味方するのは、マルスの人間性を個人的に気に入ったため。
暗黒戦争のときにチキがマルスのことを好いたことを知っていて、第2部でテーベにてマルスと再会する際、チキに変身してマルスをからかった。この応対にはマルスもかなり動揺しており、やや不快に感じたようである。
若者の姿をしているが前述のように竜族滅亡の時代に直面していた1600歳以上の人物であり、竜族の絶滅の危機、封印の盾（五つのオーブ）の謎を知っており、マルスたちにこれら人間たちに忘れられた歴史を教える語り部役も担っていた。
チキ (Tiki)
声 - 諸星すみれ（#FE・ヒーローズ・無双・エンゲージ）
『暗黒竜』、『紋章の謎』に登場。神竜王・ナーガの末娘。神竜石があれば神竜への変身が可能。ほかの竜石を使って火竜や飛竜・氷竜に変身することもできる（ただし、『暗黒竜』では神竜のみ、『紋章の謎』第1部では神竜と火竜のみである）。
チキが生まれた約1000年前にはすでに竜族の退化が始まっており、幼いチキではそれに抗しきれないと考えたナーガの手によって眠りについていた。チキ自身の記憶は火竜族のバヌトゥと旅をしたここ10年程のものだけで、意識は同年代の人間の少女と変わりがない。会話文ではほとんど漢字が出ないということで精神年齢を表している。
彼女の話からすると、幸運にも旅先で善良な人間と多く出会ったらしく、人間に対しては非常に友好的である。まだ成長途上の全作中ですらアリティアの軍勢で最強クラスの能力を誇る。チキが完全に暴走した場合、その能力は地竜王メディウスを凌駕し、神剣ファルシオンを持ってすら止めることは不可能と思われる（メディウスに対抗し得る神剣・ファルシオンですらその剣身はナーガの一本の牙に過ぎないため）。
バヌトゥとはぐれ、メディウスの配下にされそうになっていたところを暗黒司祭・ガーネフに保護されるが、彼に操られラーマン神殿の守将にさせられていた。しかし、バヌトゥに話しかけられて正気を取り戻しマルス率いるアリティア軍に参加。暗黒戦争後は、バヌトゥとともに暮らした。
『紋章の謎』第2部・英雄戦争編では、暴走を恐れたガトーにより再び眠らされていた。チキ自身も暴走の危険性を認識したが、外界を知ったことで自由になりたい欲求と人間を襲わないために眠る必要性の理解で葛藤し、眠っている間は孤独感や自身が自分で自分のことが分からなくなって人を殺す悪夢に悩まされていた。
後に、散逸したオーブの破片である星のカケラから星のオーブが再生されたことにより覚醒しマルスと再会。ガトーから封印の盾を完成させれば暴走を抑えられ、今までのような孤独と恐怖の眠りにつかずに皆と一緒にいられる（特に「大好きなお兄ちゃん」と慕ったマルスと）と聞かされ、喜んでアリティア軍へ合流。封印の盾が完成した英雄戦争後はパレスで暮らした。
第2部で星のカケラを集められなかった場合、仲間に加わらない。
『紋章の謎』では顔グラフィック、攻撃技が2パターンあり（第1部では「氷のブレス」、第2部では「霧のブレス」）、戦闘グラフィックは7パターンもある。ある条件を満たすと「泣きだす」戦闘グラフィックもある。
篠崎版『紋章の謎』では、エピローグでマルスと結婚したシーダを「お姉ちゃん」と慕うようになった。
『ALL OF EIRE EMBLEM ファイアーエムブレム～紋章の謎～のすべて』（宝島社）では『HIPPON SUPER!』からの「FE作戦 紋章同盟」という出張投稿コーナにて、チキの単独投稿コーナーが存在し、キャラクター人気投票ではチキは女性部門3位、総合で6位だった。
『覚醒』では彼女と同じ名前を持つマムクートの女性が登場。詳細は後述。
『エンゲージ』ではDLCで祖たる神竜の腕輪に宿る紋章士として登場。エンゲージの世界に来る前に色々な世界で紋章士として戦っていたことがほのめかされている。
ヒーローズ
2019年12月時点でレギュラー2種、超英雄1種、伝承英雄で1種の4種類が実装されており、いずれも竜特効のついた専用武器を使用する。
神竜族の王女 チキ
赤属性竜、歩行タイプ。専用武器「霧のブレス」は竜特効に加え「回復3」の効果があり、錬成すると竜か剣の味方が近くにいると攻撃と守備が上昇する。
浜辺の竜姫 チキ
赤属性竜、飛行タイプ。夏休みをイメージした水着姿の超英雄で、翼が生えている。専用武器「真夏のブレス」は竜特効がついているほか、敵から攻撃されると奥義カウントが速く進行する。
伝承の竜王女 チキ
青属性竜、重装タイプ。地の伝承英雄。FC版「暗黒竜」のようなローブをつけたグラフィックになっており、金色の竜に変身する。専用武器は竜特効と遠距離反撃がついた「神霧のブレス」。Cスキルも専用の「みんなと一緒に」で、守備・魔防に相互鼓舞をかける。
眠れる竜王女 チキ
無属性竜、重装タイプ。ガーネフに操られていた頃のチキ。ローブをつけており、金色の竜。専用武器「断絶のブレス」は「神霧のブレス」と同じく遠距離反撃と竜特効。専用Cスキル「ひとりぼっちのゆめ」はターン初めに竜以外の味方と隣り合っていないと能力と移動力が増加する。
ナギ (Nagi)
声 - 島本須美（ヒーローズ）
『新・暗黒竜』に登場。チキが死亡している場合に仲間にできる女性のマムクート。容姿はチキに似ている。
マルス達の住む世界とまったく異なる次元に存在する、閉ざされた空間にある塔で棺の中で眠りについていたが、マルスの救いを求める心により目覚めた。眠っていた前の記憶がなく、自分の名前以外何も覚えていなかった。なぜか神剣ファルシオンを持っており（威力は通常のファルシオンよりも劣る）、ガトーやメディウスと関わりがあるようだが、関係は不明。
『新・紋章の謎』では、竜の祭壇に向かうマルスたちの下へガトーに連れられて登場。今作では『新・暗黒竜』でマルスと出会わなかったとされており、ここで初対面となる。記憶喪失で、それまでの経緯も話さず、正体に関しても引き続きぼかされている。
イベントの内容や会話から、メディウスのように時を経て復活した未来のチキが時空を越えてきたと捉えられる描写もなされているが、『新・暗黒竜』でバヌトゥがチキについて喋ったとき、『暗黒竜』と『紋章の謎』にはあった「ナーガ一族のただ一人の生き残り」との台詞が消えていたことから、分家など別のナーガの親族とも捉えられるようになっている。さらにガトーが唯一敬語を使う相手であったり、エンディングでは「神竜王の化身」とされてナーガ自身のような扱いとなっていたりと、正体は明かされていない。
ヒーローズ(神竜王の化身 ナギ)
緑属性竜、重装タイプ。竜特効のついた専用武器「異空のブレス」は相手からの範囲奥義のダメージを大きく軽減し、かつ無属性に対して3すくみ有利となる。
ドーマとミラ
声 - 銀河万丈（ドーマ）、 榊原良子（ミラ）
初出は『外伝』だが当時は神竜族という説明はなく（ミラに至っては直接会うこともない）、リメイク版の『Echoes』で神竜族という説明がなされた。
『Echoes』内では両者人間体になってはいたが、ナーガから神竜としての力を使い続けても理性を失うことの警告を受けており、万一に備えて2本目のファルシオンを託されて西のバレンシア大陸に渡ったが、人間を気に入って神竜としての力を使い続けた結果、双方理性を失い始める。
詳細並びにその後の経緯は、バレンシア大陸#人物を参照。

### 火竜族
アカネイアに棲息するマムクートで最も多い種族。炎のブレスを吐く、翼を持つ4足歩行の巨大な赤竜に変身する。
バヌトゥ (Banuto)
声 - 龍田直樹（箱田） / 小西克幸（ヒーローズ）
『暗黒竜』、『紋章の謎』に登場。火竜族の老人で、チキの傅役。長年チキの眠りを見守ってきたが、情が移って外の世界へと連れ出した。チキにとっては優しい「おじいちゃま」である。だが旅の途上でガーネフの追っ手がかかり、チキとはぐれてしまう。第1部では道中で竜石をなくし、レフカンディの村に滞在中マルスと出会う。その際、行方不明になっているチキを探してほしいと伝え、アリティア軍に参加する。暗黒戦争の終結後、竜石を封印してどこかへと姿を消した。
『紋章の謎』第2部では、カシミア大橋付近の村で仲間になるが、また竜石を盗まれて失くしている。この際、チキが封印されたということをマルスに話すこととなった。英雄戦争の終結後はチキに家族といえる友人が出来たというのもあり、遠くから人間たちを見守ろうと考え、竜石を捨て再びどこかに去っていった。
佐野真砂輝&わたなべ京の漫画『ファイアーエムブレム』（角川書店）では、レフガンディの戦いでマルスが重傷を負った後、しばらくの間マルスの身代わりになっていたゴードンを本物のマルスではないと看破した能力を持つ。
『覚醒』においても、チキとの会話にて（少なくとも存命していることをうかがわせる形で）名前が挙がる。
ヒーローズ(チキの守役 バヌトゥ)
赤属性竜、歩行タイプ。2019年9月の追加当初から☆3-4での登場となっている。
マヌー
『暗黒竜』に登場。ペラティの王。港町ワーレンから脱出したマルス軍に侵略されたと思い、攻撃を仕掛けてくる。なお、『紋章の謎』第1部にはステージそのものが削除されたため登場しない。
佐野&わたなべ版では、竜変化をしたマヌーにジョルジュが現時点では使用できないはずの「聖炎弓（パルティア）」がなぜか一時的に使えるようなり弱点の目を攻撃され、オグマのドラゴンキラーでとどめを刺された。
ショーゼン (Shozen)
ブルザーク (Bulzark)
以上2名の詳細はドルーア帝国#将軍を参照。
サラマンダー (Salamander)
詳細はファイアーエムブレムの登場人物 (アカネイア大陸)#火竜族を参照。

### 魔竜族
火竜よりも上位に当たる種族。翼の無い、暗色のトカゲのような竜に変身する。
モーゼス (Moses)
ゼムセル (Zemsel)
以上2名の詳細は詳細はドルーア帝国#将軍を参照。

### 地竜族
強大な生命力を持つ種族。黄褐色の体色を持つ、翼の無い非常に巨大な竜へと変身する。変体の時期を迎えると翼がある黒くてさらに巨大な暗黒竜になる。『暗黒竜』・『紋章』共にオリジナル版と新版でデザインが大きく異なり、オリジナル版では全体的にずんぐりとしたマッチョな爬虫類風で地底を掘り進めるように前足が発達した姿だったが、新版は東洋竜のようなひょろりとした姿になっている。
メディウス (Mediuth)
詳細はドルーア帝国#皇帝を参照。

## エレブ大陸のマムクート
かつて人類とともに互いの住処を侵すことなく穏やかに時を刻んできたが、やがてあまりに強大な竜の存在を危惧した人類の侵略によって大陸の覇権と種の存亡を巡り人竜戦役という死闘を繰り広げた存在として描かれており、強力な魔力を宿した神将器と強大な魔竜の力による、人竜の互いが世界のバランスを無視して生み出した常軌を逸する存在の激突と、その結果巻き起こった世界の秩序の崩壊、天地の荒れ狂う終末の冬を経て表向きには大陸から姿を消し去られたとされている。劇中では神竜族・火竜族・氷竜族が確認されており、魔竜は種族ではなく能力を強化された神竜の事で、飛竜は竜と別の進化を遂げた野生動物とされている。

### 神竜族
竜族で最強の力を持つドラゴン。人竜戦役では自分達の力を用いて自然の理に反する戦闘竜を生み出す考えに賛同できず、力を利用させまいとナバタの砂漠へと姿を消した。
イドゥン (Idenn)
声 - 種田梨沙（ヒーローズ）
ベルン国王ゼフィールに付き従う女性。『封印の剣』に登場。
常にフードを目深に被った怪しげな少女。その正体はベルン軍内においても知る者は少なく、「暗闇の巫女」と呼んでいぶかしむ者も多い。右目が赤、左目が緑のオッドアイが特徴。心を壊されているためソフィーヤ以上に無口。その正体は、かつての人竜戦役で封印された魔竜である。
もとは神竜族とよばれる竜族でも最も強い力を持った種族の1人であったが人竜戦役の最中にほかの竜族らの手で捕らえられ、神竜の力をさらに高めたことで、竜族が生み出す幻影を戦うためだけの戦闘兵器、戦闘竜として実体化させて無尽蔵に作り出す能力と、神将器とともに秩序を崩壊させる原因になるほどの強力な力を与えられている。また、その能力を竜族で制御するため、人為的に「心」を奪い取った。神竜族はイドゥンが捕まったことを知りながら彼女を見捨て、その経緯を知り同情した英雄ハルトムートは彼女を倒さず封印の神殿へ封印したが、ゼフィールがその封印を解き、「幾千の昼が過ぎ　幾万の夜が流れても」との強固な意志の下、自身を目覚めさせた彼の理想を叶えるために動き出す。
イドゥンの解放はハルトムートから後世へ託された問いであり、人竜戦役を引き起こした人間の償うべき罪であるが、ハルトムートの血を引いた代々のベルン王以外には既にその真実を知る者は少ない。
終戦までは「心」を奪われたために感情が乏しく、ゼフィールの命令にのみ従って行動していたが、戦後に封印の剣の力による影響からかわずかながら感情を取り戻したような描写がある。
『封印の剣』のラスボスにあたり能力は高いが、攻撃の射程が短く（ただし、わずかながら移動は可能）、加えてロイの専用武器である封印の剣を使えば容易く倒せてしまう。
ヒーローズ(暗闇の巫女 イドゥン)
赤属性竜、重装タイプ。専用武器「魔竜のブレス」は重装特効付きで、自分が少しでもダメージを受けているか、何らかの弱化・状態異常を受けていると弱化を無効化したうえで全能力を上昇させる。
ファ (Fa)
声 - 小澤亜李（ヒーローズ）
『封印の剣』に登場。『烈火の剣』ではユニットとしては参戦しないが、ある章で登場する。
ナバタ砂漠の理想郷に住み着く数少ない純血の神竜。外の世界を見たいあまりに里を抜け出してしまい、ベルン軍に囚われてしまう。その後ロイに救出され同行する。最終章では魔竜イドゥンの正体が本当は利用されているだけの同じ神竜族であると知ったファの言葉により、ロイはイドゥンを助けることを決め、英雄ハルトムートが後世へと託した答えを導き出すこととなる。
理想郷で人間と関わっていたためか、竜本来の性格とは異なり外見通り人間味のある非常に無邪気で人懐っこい幼女だが、竜族は成長が極端に遅いため、その実年齢は不明。本名は人が聴き取ることのできない言語による長い名前であり、「ファ」とはそのごく一部に過ぎないという。
『烈火の剣』ではナバタ砂漠の民家で「おするばん（作中表記）」中。『封印の剣』と全く変わらぬ姿で登場する。ルセアで訪問すると、ルセアを女性と間違えてしまう（なお、「封印」ではエルフィンを女性と勘違いしている）。また、レイヴァンで訪問すると、実年齢は若いユニットながら彼を「おじちゃん」と呼ぶ。
ヒーローズ
神とよばれし竜 ファ
緑属性竜、歩行タイプ。
笑顔のプレゼント ファ
緑属性竜、重装タイプ。クリスマスにちなんでトナカイ風の衣装をまとった超英雄。竜化したときもトナカイの角がついている。

### 火竜族
炎の翼を持つドラゴン。人の姿では本来の力を竜石に閉じ込め、赤い衣にその正体を隠している。
ただしヤアンと『烈火』終盤の火の竜以外の本編中に登場する個体の大半は戦闘竜として作られたもの。逆に戦闘竜に火竜以外のタイプは出てこない。
ヤアン (Jahn)
『封印の剣』『烈火の剣』に登場。
純血種の火竜。かつての人竜戦役で八神将に敗れて力を失い、その傷を抱えながらベルン奥地の「竜殿」で魔竜の復活を千年も待ち続けていた最後の竜。魔竜の復活に呼応して力を取り戻す。両手と胸には何かの紋章が描かれている。戦うことしかできない戦闘竜と違い知能も能力も高く、幻影を操ることで遠くの相手との交信や周囲の状況を知覚することができる。人に絶望したゼフィールと手を組み竜族の栄光復活を望んでいる。
神殿内に侵入した神将を継ぐ者達と戦闘竜を率いて戦いながら、なぜ神将器はこれまで様々な場所へ隠されていたのかや、なぜ人は竜に勝つことができたのかなど、かつての戦いの闇へ葬られた真実を一つ一つ打ち明けていく。
「ファイアーエムブレムキャラクターズ」には、既に人が栄えた大陸において最後の竜となった以上、竜族の再興など見果てぬ夢だとわかっており、滅び行く種族としてせめてその歴史を伝えたかったかのような記述がある。
純血種らしく戦闘能力は相当高く、HPと防御力は全キャラクター中トップを誇るが、間接攻撃が不可能（これは『封印』に登場するすべてのマムクートに該当）で玉座にいて動かないため、間接攻撃に徹されると反撃できない。
「烈火の剣」では、何回か本編をクリアした際に、ゼフィールに会った瞬間が描かれている。
アイン
ファイアーエムブレム 封印の剣の登場人物#ベルン本軍を参照。
火の竜
『烈火の剣』終盤に3体登場（実際に戦うのは1体）する異世界に逃げていた火竜族、ヤアンに比べるとはるかに大型で防御無視の間接攻撃ができるなどはるかに戦闘能力は高いが、これが個体差なのか異世界にいたことで真の力を保ち続けていたのかは不明。なお、人間体になることはなくセリフも一切ない。

### 氷竜族
イリアに住まう氷の竜。人を傷つけることを嫌い、人竜戦役では何処かへと姿を消してしまう。
ニニアン (Ninian)
声 - 洲崎綾（ヒーローズ）
クラスは踊り子。『烈火の剣』に登場する。
イリアの出身。その身に迫る「キケン」を予知することができる。黒い牙に狙われていて、弟ニルスと共に逃亡の旅を続けている。そのなかで他人の多くの悪意にさらされたため、人間への不信感が強い。性格は控えめで常に悲しみの表情を顔に浮かべている。エリウッドに仄かな想いを抱いているが、それを自ら表に出すことはない。物語の重大な鍵を握っている。エリウッドのヒロイン候補の1人で、彼女とエリウッドの支援次第でエンディングが変化する。
肘に巻いてある衣を使い踊り、再行動させるだけではなく指輪を使い、味方を強化させることも可能。また、弟のニルスと触れ合うことでお互いに力を受け渡すことができる。
小説版『封印の剣』では、見事恋を実らせエリウッドと結婚、ロイを生む（『封印の剣』ではすでに故人）。
実は竜族の巫女であり、その身を氷竜に変化させることができる。神将器の力を使い、万全な状態で放った吹雪は、神将であるアトスを怯ませた火竜二体を一瞬にして無力化するほどのものだった。また、竜族の住む世界とエレブ大陸をつなぐ「竜の門」を開く力を有する。
人竜戦役の際、弟と共に「竜の門」を通って異大陸に逃れた。その後千年近くを竜として過ごしていたが、望郷の想いを抑え切れず、ネルガルからの声に導かれてエレブ大陸へとおびき寄せられてしまう。ネルガルとは幼い頃に別れ、また千年もの時が経ち、かつ余りにもネルガルが様変わりしてしまったため、彼を見ても父と気付くことは無かった。しかし、「竜の門」を通して呼びかけられた彼の声には懐かしさを感じていた。
物語終盤、デュランダルに導かれたエリウッドにより斬殺されてしまうが、終章で神将器の力を集めたブラミモンドにより復活させられた。門を閉じるため、また環境の合わないエレブ大陸から離れるために異大陸に帰ることとなるが、エリウッドとの支援がAの場合はエレブ大陸に残り、彼と共に人として短くも幸せに生きていく道を選ぶ。
小説版では、火竜を無力化させる際、神将器の力と共に自身の力を使ったこと、エレブ大陸は竜にとって住みにくくなっていたことにより、早くに他界したと書かれている。
原作では武器を持たないが、「ヒーローズ」では竜石を持っており氷竜に変身して戦う。「踊る」時は竜化せずに踊る。
ヒーローズ（宿命の巫女 ニニアン）
青属性竜、歩行タイプ。
ニルス (Nils)
声 - 佐倉綾音（ヒーローズ）
クラスはバード。『烈火の剣』に登場する。
ニニアンの弟でイリアの出身。姉想いの少年。放浪中は姉の舞と彼の笛とで生計を立てていた。明るい性格の持ち主だが、姉同様に人の悪意にさらされ続けたため、人間に不信感を持っている。乱雑だが優しいヘクトルを気に入っている。姉同様に未来視ができ、ノーマルモードではナバタ砂漠以降のマップで、占い師として戦闘のヒントを教えてくれる。ユニットとしては姉とまったく同じで、パラメーターも同じ。
姉同様、「竜の門」を開く力を有する。自分とネルガルの関係には最後まで気付くことはなかったが、ネルガルの死に際しては無意識に涙を流していた。姉の死後、一時期心を閉ざしたが、絶望的な戦いに挑もうとするエリウッドらの姿に心を打たれ、共に決戦に立つことを決意した。
エリウッドとニニアンの支援がAのときは、姉の気持ちを後押しするために、一人で異大陸に戻ることを選ぶ。
エイナール
故人。氷竜のマムクートであり、ネルガルの妻、ニニアンとニルスの母であるらしいが、それ以外の詳細はゲーム上これといった記載がない。

## マギ・ヴァル大陸のマムクート
ミルラ（Myrrh）
声 - 門脇舞以（ヒーローズ）
義父のムルヴァと共に闇の樹海に住んでいた、推定1200年の時を生きている竜人の娘。竜石を用いて元の竜の姿となる。おとなしく人見知りが激しい性格だが、エフラムには懐いている。サレフとともにグラドから感じたまがまがしい気配を突き止めるためグラドへ行くが、途中でサレフとはぐれて追いはぎに襲われ、竜石を奪われてしまい、攫われそうなところをエフラムたちに助けられた。
物語中盤、セライナに出会い、今大陸に起こっていることを話す。その後はセライナの死を通して戦争について悩み、最後は父・ムルヴァも死んでしまうなど、不幸が続く。しかし、それらの出来事で精神的に成長した。HPが0になっても、戦闘に出られないだけでストーリー上では死亡しない。
ヒーローズ
無垢なる竜人 ミルラ
緑属性竜、飛行タイプ。専用武器「神炎のブレス」は守備が自分より5以上低い相手から追撃されなくなる。
無垢なるお化け ミルラ
赤属性竜、重装タイプ。収穫祭でお化けに仮装した姿の超英雄である。専用武器「精霊のブレス」は自分から攻撃したとき、相手よりも守備が5以上高ければ絶対追撃する。
ムルヴァ
竜人族の長でミルラの義父。大昔魔王を封印した竜の生き残りである。
物語後半、魔王を宿したリオンを倒そうとするが、返り討ちにされてしまい死竜にされた。その後はアーヴと共に魔殿を守らされ、最期はエイリーク・エフラムたちに倒される。なお、バサークをかけると玉座制圧マップなのに玉座から移動することもある。そのまま倒さずにクリアすることもできるが、展開は変わらない。
兵種としてはマムクートであるが、ユニットとしての特徴はドラゴンゾンビと同じ。

## ファイアーエムブレム 覚醒のマムクート
チキ
声 - 大谷育江（覚醒・PROJECT X ZONE2・ヒーローズ・スマッシュブラザーズSPECIAL）
マムクートの女性。本人によれば年齢は三千歳を超えている。
英雄王マルスのことを「お兄ちゃん」と呼んでいたことがあったり、ガトーやバヌトゥの名を出したり、DLCマップにて『暗黒竜』の少女のチキと戦わせると「過去の自分」と言うなど、『暗黒竜』『紋章』のチキと同一人物とみられる描写がなされている。男性のマイユニットのみ、彼女と結婚可能。
ノノ
声 - たなか久美（覚醒・ヒーローズ）
千歳程度の、まだ比較的新しいマムクート。ほとんど裸に近い服装をしている。チキと違い、生まれてから今までの約千年をきちんと記憶しているにもかかわらず、精神年齢はかなり幼い。
ンン
声 - 松嵜麗（覚醒・ヒーローズ）
ノノの娘として登場するマムクート。純血でないマムクート（人間とのハーフ）としては、初めて竜石を使って戦うことができるキャラクター。
母親のノノとは逆で、真面目で大人びた性格。また、見た目よりは実年齢が上回っていると思われるものの、チキやノノほど顕著ではない。
マーク
声 - 沢城みゆき（覚醒・ヒーローズ）
マイユニットの子供であるが、男性マイユニットと上記3人のいずれかが結婚した場合、女性のマムクートとなる。

## マムクート以外の竜人
「マムクート」の呼称が登場しない作品でも、マムクートに類似した竜人が登場している。

### ファイアーエムブレム 蒼炎の軌跡・暁の女神
テリウス大陸に暮らすラグズには竜に変身する「竜鱗族」という種族が存在している。他作品と違い本来の姿は竜ではなく人であり、またベオクとの間に子供ができると親は竜としての力を失ってしまう。しかしその場合でも竜の力は血統因子として子孫に受け継がれ、その結果、竜の力を持つ「印付き」が生まれることがある。

### ファイアーエムブレムif
主人公カムイは竜の血を濃く引いており、他作品のマムクート同様に竜と人の二つの姿を持つ。竜の力が暴走しないよう、普段は竜の力を竜石に封じている点も他作品のマムクートと同じ。カムイの子であるカンナも同様に竜の力を秘めており、竜化するための竜石を持っている。

### ファイアーエムブレム 風花雪月
フォドラには「ナバテアの民」という竜人の種族が存在している。神祖ソティスによって生み出された存在であり、「女神の眷属」とも称される。
かつてはフォドラを治めていたが、アガルタ（闇に蠢く者）に唆された解放王ネメシス率いる軍勢により殆どが皆殺しにされ、その遺骸は英雄の遺産として加工された。
本編の時代ではレア（セイロス）、セテス（キッホル）、フレン（セスリーン）が存命しているが、竜に変身できるのはレアのみ。

### ファイアーエムブレム エンゲージ
作中には竜の一族が登場しており、エレオス大陸の中央に所在する聖地リトスを治める神竜、リトスの海底部に位置するグラドロンに住まう邪竜、セピアやセレスティアが属する魔竜などが存在する。過去作と同様に竜の姿になるには竜石が必要とされるが、自らの意思で変身できる者もいる。本作の主人公・リュールも竜の一族である。
神竜および邪竜は紋章士を指輪・腕輪から召喚する能力を持つ。神竜は祈りのみで召喚でき、紋章士と意思疎通ができるのに対し、邪竜は召喚に呪文を要し、召喚された紋章士は意思を奪われて召喚者に隷属させられる。

## クロスオーバー作品
大乱闘スマッシュブラザーズX
シールに『烈火の剣』のニニアン、『聖魔の光石』のミルラがある。
大乱闘スマッシュブラザーズ SPECIAL
『覚醒』のチキがアシストフィギュアから召喚されて登場する。声は『覚醒』と同じく大谷育江。竜化して上空から炎のブレスを吐き出し、敵を攻撃する。
PROJECT X ZONE 2:BRAVE NEW WORLD
『覚醒』のチキがイベントキャラクターとして登場する。声は『覚醒』と同じく大谷育江が担当。
幻影異聞録♯FE
チキが、戦闘をしないFEの英雄、ウタロイドとブルームパレスの管理人として登場する。声を担当した諸星すみれは、解説台詞が多様で苦戦した事、難解な台詞がゆえに大人の雰囲気になる為に幼さを維持するのが大変だった。記憶の変化、実態の無いジレンマ、マスターたちのいる世界の憧れなどの、少し切ない気持ちを演じるのが難解だった。でも、このキャラクターは無邪気で可愛かったので、演じていて楽しかった事と好きである事を語っていた。
ファイアーエムブレム ヒーローズ
敵軍の一般兵の歩行タイプの竜族がマムクートとなっている。本作では武器種としての竜が赤属性・青属性・緑属性・無属性の4つの属性すべてに存在しており、うち無属性を除く3属性のマムクートがそれぞれラウア(赤)/ブラー(青)/グルン(緑)マムクートというユニット名で登場する。3部からは飛行タイプのファヴニルが登場しており、マムクートと同様に3属性のファヴニルが存在する。竜としての姿は「紋章」時代のチキを暗色にしたような姿。
原作では不動だったり歩行・飛行タイプがほとんどであったが、本作では歩行・飛行のほか重装タイプの竜も存在している。武器スキルは専用でないものは4属性で共通。
ファイアーエムブレム無双
「暗黒竜」の時代のチキが登場。CVは諸星すみれが担当。登場はストーリーモード・14章「要塞の罠」で、マルス、シーダと共に最後に加入する。
DLCのチキの衣装「カラードレス」は、唯一の公式カップルであるマルスとシーダの婚礼の晴れ姿にあわせて可愛いドレスを用意したと言う。
これとは別に一般の将として登場する竜がマムクート(白夜軍では竜人)というクラスになっているが、竜の姿でのみ登場する。チキの上級職が神竜族なのに対し一般兵のマムクートの上級職はファヴニル(白夜軍では真竜人)となっている。一般の将のマムクートは所属勢力によって体色が異なる。
ファイアーエムブレム エンゲージ
チキが追加DLC第1弾で「祖たる神竜の腕輪」に宿る紋章士として登場。『暗黒竜』の時代の姿であり、CVは諸星すみれが担当。称号は「竜姫の紋章士」。第六章クリア後に三級長の腕輪を入手した後、追加マップ「神竜の章」の外伝をクリアすることで加入する。
エンゲージすることで竜に変身できる。爪やブレスによる特殊攻撃に加え、味方を一度だけ自動復活させられる「神竜の祝福」を使用可能。